# Jan Repas
Jan Repas (Liubliana, 19 de marzo de 1997) es un futbolista esloveno que juega de centrocampista en el N. K. Maribor de la Primera Liga de Eslovenia. Es internacional con la selección de fútbol de Eslovenia.

## Trayectoria
Repas comenzó su carrera deportiva en 2015 en el NK Domžale, con el que debutó el 28 de noviembre en un partido de la Primera Liga de Eslovenia frente al F. C. Koper.
En 2017 fichó por el S. M. Caen de la Ligue 1 francesa. El 9 de septiembre hizo su debut en la Ligue 1, en la victoria por 2-1 del Caen frente al Dijon F. C. O.
En 2020 regresó a Eslovenia de la mano del N. K. Maribor.

## Selección nacional
Repas fue internacional sub-17, sub-19 y sub-21 con la selección de fútbol de Eslovenia, antes de convertirse en internacional absoluto el 4 de septiembre de 2017 en la victoria de Eslovenia por 4-0 frente a la selección de fútbol de Lituania en un partido de clasificación para la Copa Mundial de Fútbol de 2018.

## Clubes
| Club          | País      | Año       |
| ------------- | --------- | --------- |
| N. K. Domžale | Eslovenia | 2015-2017 |
| S. M. Caen    | Francia   | 2017-2020 |
| N. K. Maribor | Eslovenia | 2020-act. |

## Palmarés

### Títulos nacionales
| Título                    | Club          | País      | Año  |
| ------------------------- | ------------- | --------- | ---- |
| Copa de Eslovenia         | N. K. Domžale | Eslovenia | 2017 |
| Primera Liga de Eslovenia | N. K. Maribor | Eslovenia | 2022 |